# ميشيل تراشتنبرغ
ميشيل كريستين تراتشتنبرغ (11 أكتوبر 1985 - 26 فبراير 2025) ممثلة أمريكية، عرفت أكثر في دور «نونا ميكلنبرغ» في مغامرات بيت آند بيت (1994-96)، دور «دون سومرز» في بافي قاتلة مصاصي الدماء شخصية سيليست في ستة أقدام تحت الأرض (2004)، شخصية «جورجينا سباركس» في غوسيب غيرل (2008 -12). كما ظهرت في أفلام مثل هارييت ذي سبي (1996)، إنسبكتور غاجيت (1999)، يوروتريب (2004)، أيس برنسيس (2005)، بلاك كريسماس (2006)، فيلم 17 مرة أخرى (2009)، كبار رجال الشرطة (2011)، وقتل كيندي (2013).

## الوفاة
في أوائل عام 2024، ردّت تراتشتنبرغ على تعليقات على وسائل التواصل الاجتماعي حول مشاكل صحية محتملة، أشير إليها من خلال فقدانها الواضح للوزن واصفرار الجلد، بقولها إنها "سعيدة وبصحة جيدة".
في صباح يوم 26 فبراير 2025، عثرت والدتها عليها فاقدة للوعي في شقتها عند الساعة 8 صباحًا. وصلت خدمات الطوارئ الطبية إلى الموقع وأعلنت وفاتها عن عمر يناهز 39 عامًا. كانت تريختنبرغ قد خضعت لعملية زرع كبد في وقت سابق قبل وفاتها. وذكرت السلطات أن وفاتها لا تعتبر مشبوهة.
تم الإعلان عن سبب الوفاة على أنه غير محدد، وذلك بعد اعتراض العائلة على تشريح الجثة لأسباب دينية.

## الأعمال

### أفلام
| السنة | العنوان               | الدور          |
| ----- | --------------------- | -------------- |
| 1996  | هارييت الجاسوسة       | هارييت م. ويلش |
| 1999  | المفتش غاجيت          | بيني براون     |
| 2004  | رحلة أوربية           | جيني           |
| 2005  | أميرة الثلج           | كيسي كارلايل   |
| 2006  | أوهايو الجميلة        | ساندرا         |
| 2006  | عيد الميلاد الأسود    | ميليسا كيت     |
| 2009  | 17 مرة أخرى           | ماغي أودونيل   |
| 2010  | كبار رجال الشرطة      | آفا مونرو      |
| 2011  | اصطحبني للمنزل الليلة | كيتشيل         |

## روابط خارجية
- ميشيل تراشتنبرغ على موقع IMDb (الإنجليزية)
- ميشيل تراشتنبرغ على موقع ميتاكريتيك (الإنجليزية)
- ميشيل تراشتنبرغ على موقع روتن توميتوز (الإنجليزية)
- ميشيل تراشتنبرغ على موقع قاعدة بيانات الأفلام العربية
- ميشيل تراشتنبرغ على موقع ألو سيني (الفرنسية)
- ميشيل تراشتنبرغ على موقع ميوزك برينز (الإنجليزية)
- ميشيل تراشتنبرغ على موقع تيرنر كلاسيك موفيز (الإنجليزية)
- ميشيل تراشتنبرغ على موقع أول موفي (الإنجليزية)
- ميشيل تراشتنبرغ على موقع بوكس أوفيس موجو (الإنجليزية)
- ميشيل تراشتنبرغ على موقع قاعدة بيانات الأفلام السويدية (السويدية)